# Lichtkegel

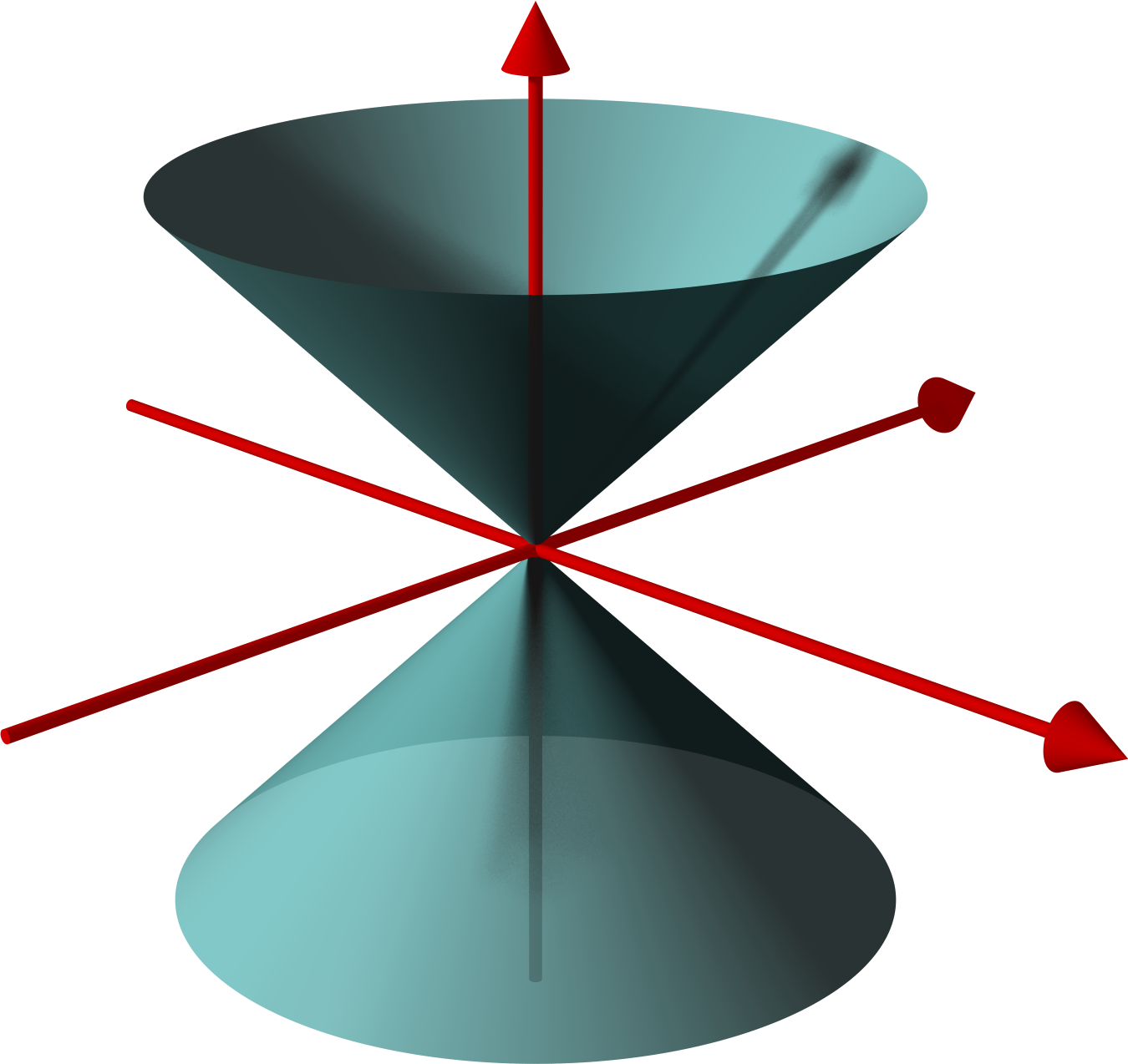
Lichtkegel

In de speciale relativiteitstheorie is een lichtkegel de verzameling van mogelijke ruimtetijdposities in de minkowski-ruimte die een foton waarvan de wereldlijn door de ruimtetijdoorsprong gaat, kan innemen.
Bij één ruimtedimensie bestaat de lichtkegel uit twee snijdende lijnen in het minkowski-diagram. Bij twee ruimtedimensies bestaat de lichtkegel uit twee gewone driedimensionale kegels. Bij drie ruimtedimensies is het een driedimensionaal oppervlak in de vierdimensionale ruimte-tijd.
De lichtkegel bestaat uit de verleden-lichtkegel, de oorsprong, en de toekomst-lichtkegel.
In plaats van de oorsprong kan ook een ander punt genomen worden, dan verschuift de lichtkegel.
De lichtkegel is onafhankelijk van het inertiaalstelsel.

## Indeling ruimtetijdposities
Bij een ruimtetijdpositie {\displaystyle E} hoort een lichtkegel van ruimtetijdposities die alle  ruimtetijdposities in 6 categorieën verdeelt:
- {\displaystyle E} zelf
- Ruimtetijdposities die lichtachtig gescheiden zijn van {\displaystyle E}
  - Ruimtetijdposities op de toekomst-lichtkegel van {\displaystyle E} (met de lichtsnelheid te bereiken vanuit {\displaystyle E})
  - Ruimtetijdposities op de verleden-lichtkegel van {\displaystyle E} (van waaruit met de lichtsnelheid {\displaystyle E} te bereiken is). Dit betreft de gebeurtenissen die men op een bepaalde plaats en tijd ziet (en anderszins via elektromagnetische straling waarneemt).
- Ruimtetijdposities die tijdachtig gescheiden zijn van {\displaystyle E}
  - Ruimtetijdposities binnen de toekomst-lichtkegel van {\displaystyle E} (met een lagere snelheid dan de lichtsnelheid te bereiken vanuit {\displaystyle E})
  - Ruimtetijdposities binnen de verleden-lichtkegel van {\displaystyle E} (van waaruit met een lagere snelheid dan de lichtsnelheid {\displaystyle E} te bereiken is)
- Ruimtetijdposities die ruimteachtig gesche iden zijn van {\displaystyle E}: er is te weinig tijdverschil om de ruimtelijke afstand met de lichtsnelheid te overbruggen; er is geen causaal verband mogelijk tussen een gebeurtenis hier en in {\displaystyle E}. Het is zelfs afhankelijk van het inertiaalstelsel of ze in tijd voor of na {\displaystyle E} zijn.

Zie ook ruimte-, licht- en tijdachtige intervallen.

### Voorbeeld
Licht legt de afstand van de aarde tot de zon af in 8 minuten. Een gegeven ruimtetijdpositie P op de zon is lichtachtig gescheiden van twee ruimtetijdposities op aarde met een tussentijd van 16 minuten. Daartussen zijn de ruimtetijdposities ruimteachtig gescheiden van P. Ervoor en erna zijn ze tijdachig gescheiden van P. Aangezien de onderlinge snelheid tussen de aarde en de zon veel kleiner is dan de lichtsnelheid ligt het overigens voor de hand om een inertiaalstelsel te kiezen waarin de snelheden van beide klein zijn. Als we ons beperken tot zulke inertiaalstelsels kan men toch bijvoorbeeld spreken over een ruimtetijdpositie op aarde die in tijd 5 minuten na een ruimtetijdpositie op de zon is. Alleen in een inertiaalstelsel waarin zon en aarde beide een zeer grote bijna gelijke snelheid hebben zijn deze ruimtetijdposities gelijktijdig of in omgekeerde tijdvolgorde.